# Anna Zetterberg

Anna Zetterberg, porträtt - SMV - H9 072

Anna Maria Vilhelmina Zetterberg, född 2 april 1858 i Stockholm, död 24 mars 1932, var en svensk skådespelerska.
Zetterberg, som var dotter till guldsmeden August Vilhelm Zetterberg och Gustava Charlotta Hagström, uppvisade tidigt skådespelartalanger och fick uppträda i barnroller. År 1866 antogs hon som elev vid Kungliga teaterns balett där hon upptäcktes av Hedvig och Anders Willman som under återstoden av sina liv kom att hylla och lyfta fram henne. Hon var figurant 1874–1875 och därefter elev vid den dramatiska scenen på Kungliga teatern 1875–1879. 
Den 1 juli 1879 anställdes Zetterberg som aktris vid Kungliga teatern där hon tillhörde den dramatiska scenen. Då Ernesto Rossi under åren 1885–1886 uppträdde i Stockholm spelade Zetterberg både för och emot honom i rollerna som Ofelia, Desdemona och Cordelia. Han blev djupt tagen av hennes glöd och inlevelse och lovordade henne varmt och stort. På hans inrådan reste därför Zetterberg till Paris för att fortsätta studera språk och scenkonst. År 1879 anställdes hon som aktris vid den dramatiska scenen på Kungliga teatern i Stockholm. Därefter återvände hon till Paris, där hon var elev till Adelaide Ristori under sju månader. Zetterberg kom senare att beskriva Ristori som; "på samma gång drottning och vän". Efter detta, och försedd med ett rekommendationsbrev från den svenske ministern Henrik Åkerman begav hon sig till London för att där studera engelska språket så att hon skulle kunna utföra Ibsenroller inför en Londonpublik. Avtal var redan upprättat rörande hennes uppträdande på Drury Lane Theatre när teaterdirektören plötsligt avled och planerna gick om intet. Zetterberg reste då vidare till Köpenhamn där hon spelade Francillion på Det Kongelige Teater tills hon återvände till Sverige. År 1903 spelade hon Julia i Romeo och Julia varefter hon drog sig tillbaka från scenen för gott. 
Bland hennes roller på scener i Stockholm, Paris och Köpenhamn bör nämnas Francillion i pjäsen med samma namn, Cecilia i Kusinerna, Lissi i Sanna kvinnor, Rose i Pater Noster, Donna Maria i Ruy Blas, Karen Vahl i En skandal, Lucy Watson i Sällskap där man har tråkigt och Julia i Galetto.